# Otto Separy
Otto Separy (Kubila, 5 de agosto de 1957) é um ministro da Papua Nova Guiné e bispo católico romano de Bereina.
Em 17 de junho de 1991, Otto Separy foi ordenado sacerdote para a diocese de Wewak.
Papa Bento XVI nomeou-o em 2 de julho de 2007 Bispo Titular de Pupiana e Bispo Auxiliar de Aitape. O Bispo de Aitape, Austen Robin Crapp OFM, deu-lhe a consagração episcopal em 30 de outubro do mesmo ano; Os co-consagradores foram o Arcebispo Francisco Montecillo Padilla, Núncio Apostólico em Papua Nova Guiné, e Anthony Joseph Burgess, Bispo de Wewak.
Em 9 de junho de 2009, Bento XVI o nomeou Bispo de Aitape.
Em 16 de julho de 2019, o Papa Francisco o nomeou Bispo de Bereina. A posse ocorreu em 25 de setembro de 2019.